# Aciuroides insecta
Aciuroides insecta är en tvåvingeart som beskrevs av Friedrich Georg Hendel 1914. Aciuroides insecta ingår i släktet Aciuroides och familjen fläckflugor. Inga underarter finns listade i Catalogue of Life.